# Emmanuelle Destremau
Pour les articles homonymes, voir Destremau.
Emmanuelle Destremau alias Ruppert Pupkin est une actrice, réalisatrice, autrice, compositrice et chanteuse française.

## Biographie
Emmanuelle Destremau écrit  pièces de théâtre et récits. Elle réalise des documentaires de création à travers le monde. Sa pièce les Violette, finaliste du Grand Prix de littérature dramatique a été adaptée au cinéma par Benoît Cohen. Elle co-écrit le film Héros de Bruno Merle présenté à Cannes en 2007. Elle a été artiste associée au théâtre Am Stram Gram et collabore régulièrement avec Fabrice Melquiot  et la coopérative d'écriture. Elle est également dramaturge pour la metteure en scène Alice Laloy.
Avec la metteure en scène Élodie Segui, elle conduit la direction artistique de la compagnie l'Organisation depuis 2014. Elle crée en 2018 avec Thomas Dodji Kpade le collectif Choke rassemblant musiciens, cinéastes et photographes.
Emmanuelle Destremau mène également une carrière de musicienne sous le nom de Ruppert Pupkin. Son premier album, Run, sort le 10 juin 2016. Son deuxième album Digital After Love sort en 2019, album photo-musique créé avec le photographe Oan Kim avec qui elle reçoit le Prix SwissLife à 4 mains. Elle travaille pour la musique de plusieurs longs et courts métrages et spectacles, dont Je ne suis pas un homme facile d'Eléonore Pourriat (Netflix) et Felicità de Bruno Merle ou encore Nous, dans le désordre et D'autres familles que la mienne d'Estelle Savasta.

## Filmographie

### Scénariste
- 2007 : Héros de Bruno Merle
- 2009 : Les Violette de Benoît Cohen[3].

### Actrice

#### Longs et moyens métrages
- 2003 : Nos enfants chéris de Benoit Cohen[4].
- 2007 : Héros de Bruno Merle[5].
- 2009 : Les Violette de Benoît Cohen[6].
- 2020 : Felicità de Bruno Merle[7].
- 2021 : Sainte Baume de Laetitia Spigarelli[8].

#### Courts métrages
- 2002 : Lumière mouvante de Pénélope Pourriat
- 2009 : Fais comme chez toi de Gautier About
- 2011 : 08 VICTIMES de Nicolas Silhol[9].

#### Télévision
- 2006 : Nos enfants chéris - Benoit Cohen
- 2011 : Ticket Gagnant - Julien Weil

#### Radio
- 2014 : Oswald de Nuit de Samuel Gallet - France Culture[10]
- 2004 : Les Débutantes de Christophe Honoré - France Culture
- 2017 : Guitou de Fabrice Melquiot - France Culture[11]
- 2017 : Quand Mary Shelley créa Frankenstein (rôle de Marie Shelley)- France Inter[12]
- 2018 : journal de mai 68 - France Culture

### Musique et Synchro films
- 2005 : Voyage au bout de la rue - Belleville - Emmanuelle Destremau
- 2007 : Héros - Bruno Merle
- 2007 : Voyage au bout de la rue - Chinatown - Emmanuelle Destremau
- 2007 : Voyage au bout de la rue - Meatpacking District - Emmanuelle Destremau
- 2008 : Qui m'aime me suive - Benoit Cohen
- 2009 : Babelville - Emmanuelle Destremau
- 2010 : Aux timides anonymes - Eric Ducher
- 2010 : Son souffle contre mon épaule - Gautier About
- 2011 : Territoire - Olivier Abbou
- 2017 : Je ne suis pas un homme facile - Eléonore Pourriat
- 2020 : Felicità - Bruno Merle

### Réalisatrice de documentaires
- 2001 : Gaza, les enfants du retour[13].
- 2002 : SQU'ARTS
- 2004 : Hommes au Foyer[14].
- 2004 : Le Paradis
- 2005 : Voyage au bout de la rue - Belleville
- 2007 : Voyage au bout de la rue - Chinatown
- 2007 : Voyage au bout de la rue : Meatpacking District
- 2009 : Babelville[15].
- 2012 : La peau bleue (avec Lise Lang Wilar)

## Discographie
Emmanuelle Destremau mène également une carrière musicale sous le nom de « Ruppert Pupkin ».
- 2010 : French Kisser (EP)
- 2016 : Run[16].
- 2019 : Digital after love, album photo-musique créé avec le photographe Oan Kim[2].
- 2024: Je liquide [17]

## Publications

### Auteure
- 2006 : Les Violette / Edition Le Bruit des Autres / L'Amandier (finaliste du Grand Prix de littérature Dramatique)[18].
- 2010 : Les Vieux os / Edition le Bruit des autres[19].
- 2013 : Inside Georges , théâtre/ édition Le Bruit des Autres (Bourse CNL)[20],[21].
- 2014 : Cannibales Farces, théâtre/ Edition le Bruit des Autres[22].
- 2015 : Les Indiens / édition Lansman[23].
- 2020 : Situs Inversus / éditions Théâtrales[24].
- 2020 : Border Ghosts - carnet de route dans les territoires palestiniens (récit) éditions Quartett (Bourse CNL)[25],[26],[27].

### Autres textes mis en scène
- 2010 : Towers
- 2011 : Safari Tour Zone
- 2014 : My body is a zombie for You
- 2013 : Blue Pillow - co-écriture avec Christophe Piret
- 2015 : Cosmos 110
- 2016 : Héloïse et les autres[28].
- 2016 : Monte le son du tableau - performance cohérite avec Elodie Segui
- 2018 : Mad grass
- 2018 : Lettres jamais écrites de Estelle Savasta - auteure de la réponse à Justine
- 2019 : La modification des organes génitaux chez les poissons du lac de Thoune - conférence[29].

### Dramaturge
- 2017 : ça dada de Alice Laloy[30].
- 2019 : Michaël Jackson the man in the mirror de Camille Azaïs - France Culture[31].
- 2021 : Death Breath Orchestra de Alice Laloy[32].

## Distinctions
En 2006 Emmanuelle Destremau est finaliste du Grand Prix de littérature dramatique pour sa pièce Les Violette. En 2019 elle remporte le prix SwissLife à 4 mains pour son album Digital after love.
En 2020 elle est lauréate de la bourse d'écrivain de la région Île-de-France pour le projet d'écriture Monologue pour un jeu vidéo.